# Schlossberg (Buckow (Märkische Schweiz))
Der Schlossberg ist eine 61,5 m ü. NHN hohe Erhebung in Buckow im Naturpark Märkische Schweiz im Landkreis Märkisch-Oderland in Brandenburg. Er befindet sich am nördlichen Ende des Schlossparks. Westlich befindet sich der Schermützelsee, südlich der Buckowsee, südöstlich der Griepensee. Nördlich grenzt der Pritzhagener Forst an. Der Berg entstand in der letzten Weichsel-Eiszeit, als sich das mit Toteis gefüllte Oderbruch und das Berliner Urstromtal (heutiges Spreetal) bildeten. Zu dieser Zeit trennte sich die Barnimplatte von der Lebuser Platte; es entstand der Buckower Kessel.